# Theclinesthes gaura
Theclinesthes gaura är en fjärilsart som beskrevs av William Doherty 1891. Theclinesthes gaura ingår i släktet Theclinesthes och familjen juvelvingar. Inga underarter finns listade i Catalogue of Life.